# Scooby-Doo și Regele Spiridușilor
Scooby-Doo și Regele Spiridușilor (engleză: Scooby-Doo! and the Goblin King) este al doisprezecelea din seria de filme Scooby Doo direct-pe-video produse de Warner Bros. (chiar dacă apare sigla Hanna-Barbera la sfârșitul filmului). Filmul, împreună cu următorul Sabia Samuraiului au fost produse și completate în 2008, dar Regele Spiridușilor a fost prima oară realizat în timpul sezonului de Halloween. A fost dedicat lui Paulette Oates, cel care a ajutat Warner Bros. Animation să-și revină la sfârșitul anilor 1980. Toți actorii principali din Echipa Misterelor își reiau rolurile. DVD-ul a fost realizat în 23 septembrie 2008. Acesta este primul desen Scooby produs în întregime fără niciunul din creatorii originali, William Hanna și Joseph Barbera.
Premiera în România a fost în ziua de Crăciun pe canalul Cartoon Network.

## Premis
Scooby-Doo și Shaggy trebuie să-l oprească pe magicianul de carnaval Krudsky, cel care a furat lumina magică de la Prințesa Zânelor Willow,în cazul în care cei doi nu vor reuși asta, se va întâmpla ceva îngrozitor. Ceea ce trebuie să facă pentru a preîntâmpina o nenorocire este să urce în trenul ce duce spre fantastica lume a tărâmului Halloween pentru a lua sceptrul magic de la Regele Spiridușilor înainte de miezul nopții.

## Legături externe
- Reuters
- Scooby-Doo și Regele Spiridușilor la Internet Movie Database

1. 1 2 3 4 5 6 7 8 9 10 11 12 13 14  Behind The Voice Actors, accesat în 5 noiembrie 2021